# 동광제약
동광제약(Dongkwang Pharmaceutical)은 1952년 설립된 완제 의약품 제조업체이다.

## 연혁
- 1952년 동광약품 주식회사 설립(의약품 제조허가) 대표이사 이규영
- 1956년 동광약품연구소 설립(부산)
- 1962년 동광약품연구소 서울 이전
- 1977년 구로구 가리봉동으로 공장이전
- 1978년 대연각 물산㈜에서 인수 대표이사 한희석, 동광제약㈜로 상호변경
- 1981년 6월 1일  개양물산㈜에서 인수
- 1991년 8월 1일  ㈜개양물산에서 동광제약㈜로 상호변경
- 1991년 평택공장 착공
- 1992년 4월 평택공장 (KGMP) 이전 및 중앙연구소 설립
- 2020년 6월 키움 히어로즈와 스폰서쉽 협약체결

## 생산제품
- 내용고형제 (정제, 캅셀제, 산제, 과립제 등 고루 분포)
- 페니실린제 (정제, 시럽)
- 주사제 (세파/일반 분말 바이알, 액제바이알, 프리필드, 동결건조)
- 연고제 (연고제, 크림제, 겔제)
- 액제 (내용액제, 외용액제, 현탁액제